# Тогрул Наріманбеков
Тогрул Фарман огли Наріманбеков (азерб. Toğrul Fərman oğlu Nərimanbəyov; *7 серпня 1930, Баку, Азербайджанська РСР — 2 червня 2013, Париж, Франція) — азербайджанський художник.

## Біографія
Батько художника, Фарман Наріманбеков, навчався в Тулузі, в 1929 році повернувся в Баку, брав участь в будівництві Мінгячевірська ГЕС, в 1930-і роки був відправлений на закінчення. Його дружина Ірма, француженка за походженням, була заслана в Узбекистан до 1961 року.
Тогрул Наріманбеков навчався в Азербайджанському художньому училищі імені Азімзаде, потім, з 1950 по 1955 рік, в Литовському художньому інституті.
Лауреат Державної премії СРСР (1980). Народний художник Азербайджану (1967).
Жив в Парижі, мав французьке громадянство.
Вважає необхідним для мистецтва (зокрема, живопису) повернення до витоків національної культури. Свою творчість описує як поєднання абстрактного і фігуративного мистецтва.
Дочка від першого шлюбу Есмер Наріманбекова — заслужений художник Азербайджану, доцент Азербайджанської художньої академії.
Крім діяльності художника, Наріманбеков є володарем прекрасного голосу і в юні роки виконував різні арії азербайджанських і зарубіжних композиторів. У серпні 2010 року нагороджений азербайджанським орденом «Шараф».

## Виноски
1. ↑  Велика трагедія знати, що нас змінить неосвічене покоління — Есмер Наріманбекова [Архівовано 2012-05-25 у Wayback Machine.] (рос.)
2. ↑  Інтерв'ю з Тогрул Наріманбековим [Архівовано 13 червня 2012 у Wayback Machine.] (рос.)
3. ↑  Тогрул Наріманбеков нагороджений орденом «Шараф»: Культура, 9 серпня 2010 (рос.)